# Möldre
Möldre är en ort i Estland. Den ligger i Helme kommun och landskapet Valgamaa, i den södra delen av landet, 170 km söder om huvudstaden Tallinn. Möldre ligger 73 meter över havet och antalet invånare är 117.
Terrängen runt Möldre är platt, och sluttar österut. Runt Möldre är det mycket glesbefolkat, med 6 invånare per kvadratkilometer. Närmaste större samhälle är Tõrva, 2,8 km söder om Möldre. I omgivningarna runt Möldre växer i huvudsak blandskog.